# 弗莱明 (科罗拉多州)
弗莱明（英語：Fleming），是美国科罗拉多州洛根县下属的一座城市。建市于1917年5月5日，面积大约为0.521平方英里（1.348平方公里）。根据2010年美国人口普查，该市有人口408人。2011年估计该市有人口407人，相比2010年人口增长率为-0.25%。同时，论人口该市是科罗拉多州第206大城市。